# Ареококкус
Ареококкус (лат. Araeococcus) — род растений семейства Бромелиевые (Bromeliaceae), аборигенных для некоторых странах Южной Америки. По состоянию на 2024 год включает 4 вида.

## Название
Название Araeococcus происходит от греческого слова araios — «тонкий», «слабый», «небольшой» и латинского coccus — «ягода».

## Ботаническое описание
Представители рода — преимущественно эпифитные низкорослые травянистые растения, образующие розетки.
Соцветия обычно рыхлые, метельчатые, реже простые. Цветки могут быть сидячими или на ножках; чашелистики срастаются, невооружённые или слабо заострённые; лепестки свободные и голые. Плод лишь слегка увеличивается по сравнению с завязью. Семена узкояйцевидно-цилиндрические, заострённые на обоих концах.

## Распространение
Ареококкус встречается в Боливии, Северной и Западно-Центральной Бразилии, Колумбии, Коста-Рике, Французской Гвиане, Гайане, Панаме, Суринаме, Тринидаде и Тобаго, Венесуэле.

## Таксономия
Род Araeococcus Brongn. был впервые описан в 1841 году в Ann. Sci. Nat., Bot., sér. 2, 15: 370.

### Виды
Согласно данным сайта WFO Plant List на 2024 год, род состоит из 4 видов:
- Araeococcus flagellifolius Harms — Ареококкус плетелистный — эпифитный ананасовидный многолетник высотой до 100 см и шириной около 15 см или более, с малолистными розетками. Листья гладкие, длиной более 100 см, с колючими влагалищами. Соцветие пирамидальное, длиной 30 см, с белыми или зеленовато-белыми цветками, цветет в июле-августе. Название вида происходит от латинских слов flagellatus — с плетями, и folium — лист[2].
- Araeococcus goeldianus L.B.Sm.
- Araeococcus micranthus Brongn.
- Araeococcus pectinatus L.B.Sm.

Один таксон находится в статусе рассмотрения:
- Araeococcus subgen. Pseudaraeococcus Mez